# Adam Cray
Adam Cray è un personaggio immaginario dei fumetti editi negli Stati Uniti d'America dalla DC Comics. È il terzo a rivestire l'identità del supereroe Atomo, nei cui panni appare per la prima volta nella serie a fumetti Suicide Squad (n. 44), scritta da John Ostrander (agosto 1990).

## Biografia del personaggio
Figlio del defunto Senatore Cray, morto assassinato, assume l'identità di Atom della quale inizialmente si pensa che sia Ray Palmer mascherato e precedente incarnazione del supereroe. In realtà Cray fu reclutato da Palmer stesso che simulò la sua morte, al fine di acciuffare la Micro Squad, un gruppo di criminali che furono rimpiccioliti, così come per svelare informazioni circa Cabala, un governo ombra che era interessato alla conoscenza di Palmer delle identità segrete degli altri eroi (la sua non lo fu per molto). Mentre Palmer si sarebbe infiltrato nella Micro Squad, Cray avrebbe attirato l'attenzione del Cabala come nuovo Atomo, nessuno avrebbe pensato che Palmer avesse assunto l'identità di un membro della Micro Squad che era caduto in battaglia.
Adam Cray si unì alla Suicide Squad per un breve periodo servendo come elemento segreto per la maggior parte del tempo, e la sua esistenza fu per un po' sconosciuta anche alla stessa Squad. Cray salvò anche Amanda Waller rimasta ferita da un gruppo di assassini. Ad un certo punto fu avvicinato da Deadshot e poco dopo, in missione, Cray rimase ucciso da Blacksnake, un membro della Micro Squad che lo credeva Ray Palmer. Dopo la morte di Cray (una mossa che Palmer non aveva previsto), Palmer si rivela e ne sconfigge l'assassino. Il trucco venne rivelato da Palmer alla Justice League of America che lo stava cercando dopo aver sentito voci su di un nuovo Atomo.